# Zahrada pozemských rozkoší
Zahrada pozemských rozkoší či Zahrada pozemských slastí, někdy označována jako Tisícileté království, je triptych nizozemského mistra Hieronyma Bosche datovaný mezi lety 1503 a 1504 a od roku 1939 umístěný v madridském Pradu. Je to vůbec nejznámější a nejvýznamnější mistrovo dílo, které vytvořil na vrcholu svých sil. Dosáhl zde vysoké komplexity smyslu a živé představivosti, která se již v jeho díle nikde nevyskytuje. Triptych zachycuje několik biblických scén. Zachycené výjevy lze interpretovat – dle definic soudobých triptychů Hanse Beltinga – jako historii lidského pokolení podle středověkých křesťanských doktrín.
Triptych je vyveden olejomalbou na jedné centrální čtvercové dřevěné desce a dvou souměrných křídlech, která se dají zavřít přes centrální panel a po zavření vyjeví grisailleovou malbu zachycující svět při svém stvoření. Tři vnitřní výjevy triptychu mají nejspíše zachycovat dějiny chronologicky odleva doprava. Levý panel vyobrazuje Boha (respektive Ježíše Krista) s Adamem a nově stvořenou Evou. Střední pak kombinaci nahých lidských bytostí při rozmanitých sexuálních hrátkách, zvířat, přerostlého ovoce a zvláštních kamenných formací. Konečně pravý zachycuje peklo a zatracení. Pro české prostředí je tato část zajímavá také proto, že je na ní vyobrazen tzv. loštický pohár ze severomoravských Loštic.
Kunsthistorici a kritici pokládali většinou dílo za poučné varování před nebezpečím pramenícím z pokušení života. Nicméně výklad se během staletí měnil, především potom u centrálního panelu. Ve 20. století se obec kritiků rozdělila na skupinu, která tvrdí, že se jedná o morální varování a na skupinu s názorem, že se spíše jedná o zachycení ztraceného ráje. Kritik Wilhelm Fraenger šel ještě dále a považoval tento obraz za definitivní důkaz, že byl Bosch adamita.
Bosch namaloval tři triptychy, které se vyznačovaly tím, že každý panel byl nezbytný k pochopení celku, a tím, že si bral náměty historické a z víry. Oproti tomu dobové triptychy jiných umělců obvykle na bočních panelech zachycovaly Eden nebo poslední soud a podtext díla byl umístěn do středové části. Není úplně známo, zda byla Zahrada vytvořena jako oltářní obraz, ale obecné mínění se díky netradičnímu pojetí a výjevům kloní k názoru, že dílo bylo objednáno laickým patronem.